# Derobrachus
Derobrachus is een kevergeslacht uit de familie van de boktorren (Cerambycidae). De wetenschappelijke naam van het geslacht werd voor het eerst geldig gepubliceerd in 1832 door Audinet-Serville.

## Soorten
Derobrachus omvat de volgende soorten:
- Derobrachus agyleus Buquet, 1852
- Derobrachus apterus Bates, 1879
- Derobrachus asperatus Bates, 1878
- Derobrachus brevicollis Audinet-Serville, 1832
- Derobrachus chemsaki Santos-Silva, 2007
- Derobrachus digueti Lameere, 1915
- Derobrachus dohrni Lameere, 1911
- Derobrachus drumonti Santos-Silva, 2007
- Derobrachus geminatus LeConte, 1853
- Derobrachus granulatus Bates, 1884
- Derobrachus hovorei Santos-Silva, 2007
- Derobrachus inaequalis Bates, 1872
- Derobrachus leechi Chemsak & Linsley, 1977
- Derobrachus lingafelteri Santos-Silva, 2007
- Derobrachus longicornis (Bates, 1872)
- Derobrachus megacles Bates, 1884
- Derobrachus procerus Thomson, 1861
- Derobrachus smithi Bates, 1892
- Derobrachus sulcicornis LeConte, 1851
- Derobrachus thomasi Santos-Silva, 2007
- Derobrachus wappesi Santos-Silva, 2007